# Tipula (Microtipula) histrionica
Tipula (Microtipula) histrionica is een tweevleugelige uit de familie langpootmuggen (Tipulidae). De soort komt voor in het Neotropisch gebied.